# Віла-Нова-да-Раїня (Азамбужа)
Віла-Нова-да-Раїня (порт. Vila Nova da Rainha; МФА: [ˈvi.ɫɐ ˈno.vɐ dɐ ʁɐ.ˈi.ɲɐ]) — парафія в Португалії, у муніципалітеті Азамбужа. Розташована в західній частині країни, на теренах історичної португальської провінції Ештремадура. Входить до складу округу Лісабон. За адміністративним поділом, чинним до 1976 року, терени парафії були складовою провінції Рібатежу. Належить до Лісабонського патріархату Католицької церкви. Патрон — свята Марта. Площа — 24,8968 км². Населення — 926 ос. (2011). Слабо урбанізований регіон. Густота населення — 37,19 осіб/км²
. Код — 110307.

## Населення
| Кількість мешканців | Кількість мешканців | Кількість мешканців | Кількість мешканців | Кількість мешканців | Кількість мешканців | Кількість мешканців | Кількість мешканців | Кількість мешканців | Кількість мешканців | Кількість мешканців | Кількість мешканців | Кількість мешканців | Кількість мешканців | Кількість мешканців |
| ------------------- | ------------------- | ------------------- | ------------------- | ------------------- | ------------------- | ------------------- | ------------------- | ------------------- | ------------------- | ------------------- | ------------------- | ------------------- | ------------------- | ------------------- |
| 1864                | 1878                | 1890                | 1900                | 1911                | 1920                | 1930                | 1940                | 1950                | 1960                | 1970                | 1981                | 1991                | 2001                | 2011                |
| 283                 | 306                 | 308                 | 283                 | 386                 | 368                 | 426                 | 527                 | 583                 | 637                 | 933                 | 661                 | 798                 | 710                 | 926                 |